# Мандерштерн Олександр Євгенович
Олексій Євгенович Мандерштерн (1834—1888) — предводитель дворянства Полтавської губернії.

## Життєпис
Народився 1834 року. Поміщик Кобеляцького повіту.
Освіту здобув у Миколаївському кавалерійському училищі гвардійських юнкерів.
Службу розпочав у 1853 році корнетом у лейб-гвардії кірасирському його високості спадкоємця Цесаревича полку.
У 1858 році одружився з баронесою Анастасією Врангель (1838—1899), дочкою Єгора Врангеля.
У 1860 році звільнився від служби, але через рік знову надійшов ад'ютантом до штабу 1-ї гвардійської кавалерійської дивізії, перебуваючи в колишньому чині поручика.
В 1862 був переведений в лейб-гвардії Гродненський гусарський полк з призначенням ад'ютантом до начальника військ гвардійського корпусу Бреверн де Лагарді.
1863 року залишив службу. До обрання губернським ватажком був кобелякським повітовим ватажком з жовтня 1868 року до жовтня 1871 року.